# Parque da Bela Vista
O Parque da Bela Vista é um parque na Bela Vista (Lisboa), de grande extensão.
É uma antiga quinta cujo aspecto rural foi preservado. Na sua extensa área encontram-se vários exemplos de fauna e flora tipicamente portuguesas, destacando-se uma grande variedade de aves.
Conjuga zonas arbóreas com vastas áreas abertas, em tempos campos de cultivo de cereais.
Integra um recinto polidesportivo, um parque de merendas, um miradouro e uma escola de tráfego.

## Rock in Rio Lisboa
Foi usado para o festival Rock in Rio até 2023, onde actuaram artistas como Britney Spears, Ivete Sangalo, Sting, Alicia Keys, Shakira, Camila Cabello, Red Hot Chili Peppers, Rui Veloso, Metallica, Bon Jovi , Linkin Park, The Offspring, Muse, The Rolling Stones, Foo Fighters, Amy Winehouse, Miley Cyrus, McFly, Tokio Hotel, Leona Lewis , Maroon 5, Robbie Williams, Paloma Faith, Gary Clark Jr.,  Queens of the Stone Age, Steve Aoki, Arcade Fire, Lorde, Ed Sheeran, Mac Miller,  Justin Timberlake, Metallica, Evanescence, Mastodon, Smashing Pumpkins, Limp Bizkit, Lenny Kravitz, Expensive Soul, Stevie Wonder, Bryan Adams, Joss Stone, The Gift (banda), Kaiser Chiefs, Bruce Springsteen, Stereophonics, Fergie, Mika, Queen + Adam Lambert, Hollywood Vampires, KoRn, Rival Sons, Avicii, Charlie Puth, Demi Lovato, Bruno Mars, Hailee Steinfeld, Jessie J, The Killers, The Chemical Brothers, James, Haim, Katy Perry, Xutos e Pontapés, Bastille, Anitta, Agir e Diogo Piçarra. 
Madonna actuou num concerto integrado a sua tournée Sticky & Sweet Tour (baseada no álbum Hard Candy) no Parque da Bela Vista no dia 14 de Setembro de 2008 para cerca de 75 mil pessoas.
Justin Timberlake também actuou num concerto integrado numa turné The 20/20 Experience World Tour no dia 1 de junho de 2014, com 80 mil visitantes.
Miley Cyrus mantém o recorde de audiência com mais de 93 mil pessoas no seu concerto a 29 de maio de 2010.
A partir de 2024 o festival vais passar a ser realizado no Parque do Tejo e do Trancão.